# Trilophidia annulata
Trilophidia annulata är en insektsart som först beskrevs av Carl Peter Thunberg 1815.  Trilophidia annulata ingår i släktet Trilophidia och familjen gräshoppor. Inga underarter finns listade i Catalogue of Life.